# 第一次ロシア・スウェーデン戦争
第一次ロシア・スウェーデン戦争は、1788年から1790年まで続いた、ロシア帝国とスウェーデン王国の戦争。外交的にはデンマークとも対峙したスウェーデン優位に戦争は帰し、ヨーロッパにおけるスウェーデンの国際的地位を向上させた。1808年の第二次ロシア・スウェーデン戦争（フィンランド戦争）とあわせ「ロシア・スウェーデン戦争」とも呼ぶ。

## 概要
スウェーデン王グスタフ3世はヨーロッパにおける国際的地位の上昇と対ロシアとの外交関係の解消を求めて、当時、北方の覇権を確立していたロシア帝国インペラトリーツァ・エカチェリーナ2世に対し、外交による内政干渉やデンマークとの協力関係撤廃を画策した。いずれも目的を果たせなかったため、開戦に踏み切った。しかしスウェーデンは、戦時同盟国を持っていなかった。フランスは革命直前の混乱によりスウェーデンを支援できず、かつて大北方戦争で共闘したオスマン帝国も同盟を拒否した。しかもデンマークはなお、ロシアと同盟を結んでいた。イギリスやプロイセンなど他の列強は中立を表明した。

## 展開
1788年6月にロシア軍が、フィンランドとの国境を越えてスウェーデン守備兵に攻撃を加えたことから戦争が開始された。しかし、これはすでに当初からグスタフ3世の自作自演であるという噂が流れた。今日において、グスタフ3世による戦術であることは確かとされている。開戦するには、スウェーデン議会の了承が必要であり、大国ロシアとの戦争を望まない議員も多数存在していたために、グスタフ3世は、守戦を装うことで自国をも欺いたと言われている。グスタフ3世は以前から軍事力の増強に努めており、以前の自由の時代よりも陸軍、海軍は強化されていた。おりしもロシアはオスマン帝国とも戦端を開いており（露土戦争）、グスタフ3世はこれを利用して開戦した。
グスタフ3世は陸軍を総動員させ、フィンランドに上陸させた。グスタフ3世は、失われたフィンランドの領土「カレリア」の返還を要求した。しかしロシアはこの要求を拒否し、ロシア軍をフィンランドに派遣した。さらに帝都サンクトペテルブルクからロシア海軍を出動させ、スウェーデン海軍とフィンランド湾で海戦が行われたが、勝敗はつかなかった。フィンランドのスウェーデン軍はロシア国境まで迫ったが、士気は低かった。そしてここでフィンランド兵を中心にエカチェリーナ2世に対して、恭順のための嘆願書が練られた。これを「アニアーラ事件」と言うが、これはロシアによる陰謀であるとも言われている。密議は結局、露見し失敗に終わっている。この様な事態であったため、フィンランドでのスウェーデンの軍事行動は不調であった。しかもこの期を逃さず、デンマークもスウェーデンに対し宣戦布告した。グスタフ3世は窮地に陥ったが、ここでグスタフ3世は防衛戦争に切り替え、志願兵を募りデンマークに対抗した。さらに水面下での外交で、イギリスとプロイセンにデンマークに圧力を加えさせ、戦線から離脱させることに成功した。そして国内では聖職者、市民、農民の支持の下、絶対王政を復活させる。戦争の行方は、グスタフ3世の手に委ねられた。
グスタフ3世は、陸戦の不調に代わる海戦の勝利によるロシアの首都サンクトペテルブルク侵攻作戦も視野に入れていたが、ロシアの国力を前にして、不測の事態にも備え、イギリス、フランス、プロイセンなど列強とも外交交渉を行った。
ロシアも露土戦争との二正面作戦を強いられて本格的な攻勢に出られず、ロシア海軍による防衛戦争に止まっていた。一方グスタフ3世はスウェーデン海軍に軸を移し、戦争はロシア・スウェーデン戦争の山場、フィンランド湾の海戦へと移っていく。そして1790年7月、フィンランド湾の一角スヴェンスクスンドの海戦で、ロシアのバルチック艦隊に大勝利を収めた。ロシア艦隊はおよそ150隻の軍艦のうち50隻が撃沈ないし破壊され、死者はおよそ9000人にも及んだ。スウェーデン側の損害は撃沈6隻、戦死者は僅かに300人程度であった。もっとも、この海戦の勝利には、イギリス海軍より出向したシドニー・スミスなどのイギリス海軍軍人の働きも大きかった。ただし、スウェーデン側の疫病等による死者は、対ロシア戦において1万人にも及んだとされている。

## 講和・影響
この海戦は、グスタフ3世に名声を与え、北方の強国スウェーデンを、女帝エカチェリーナ2世の脳裏に植え付けるには十分だった。戦争の不利を悟った女帝は、列強に働きかけ、和平交渉が行われた。イギリスとプロイセンが仲介に入り、8月にフィンランドのヴァララで和平が締結された（ヴァララの和約）。内容は、両国とも領土変更なしでの和平合意であった。ロシア側は、その国体には何らマイナス的影響は及ぼさす、スウェーデン側ではグスタフ3世の絶対王政が容認され、フィンランドへのロシアの干渉が停止することとなった。
しかしスウェーデンは、イギリス、プロイセン、オスマン帝国から資金の提供を受けており、実質的な勝利国と同等となった。また、この戦争は、スウェーデンの国際的影響力を見定めさせる結果となった。ロシアは、スウェーデンに対し内政干渉を停止し、両国の関係は改善されることとなった。おりしもフランスで起きた大革命が両国の関係を急速に改善させる結果となった。グスタフ3世はロシアに対する敵対的政策を断ち、反革命のために共闘していくこととなった（反革命十字軍）。そして翌1791年10月にストックホルム郊外のドロットニングホルム宮殿で、ロシアと軍事同盟を締結した。これらの成功は、スウェーデンにおける中興の実を挙げたことの証明となった。

## 読書案内
- 武田龍夫『物語 スウェーデン史』新評論、2003年、ISBN 978-4-7948-0612-3
- 武田龍夫『物語 北欧の歴史』中公新書、1993年、ISBN 978-4-12-101131-2
- 武田龍夫『北欧の外交』東海大学出版会、1998年、ISBN 978-4-486-01433-1
- 百瀬宏、熊野聰、村井誠人 『北欧史 (世界各国史)』 山川出版社、1998年、ISBN 978-4-634-41510-2